# Дерфель, Георг Самуель
Георг Самуель Дерфель (нем. Georg Samuel Dörffel; 11 октября или 21 ноября 1643, Плауэн, Саксония — 6 или 16 августа 1688, Вайда Тюрингия) — немецкий священник, богослов, астроном. В его честь названы лунный кратер Дерфель на обратной стороне Луны и малая планета 4076 Дерфель.

## Биография
Родился в семье священнослужителя, который служил частным преподавателем курфюрста Бранденбургского. Образование получил в Плауэне, Лейпциге и Йене. В 1663 году получил степень магистра философии и степень бакалавра теологии в 1667 году.
С 1672 года служил пастором в Плауэне. С 1684 года был суперинтендантом Тюрингии.
С юности проявлял большой интерес к астрономии, много занимался астрономией и опубликовал более 10 астрономических исследований (с 1672).
Получил большую известность своим сочинением «Astronom. Beobachtungen des grossen Kometen», в котором он из своих наблюдений над большой кометой 1680 года показал (до появления Ньютоновой теории), что комета движется по параболе, в центре которой находится Солнце (на самом деле траекторией этой кометы является эллипс). Дерфель был первым, кто довольно точно рассчитал её траекторию. До конца XVIII века важность исследования Дерфеля в значительной степени игнорировалась.
Был трижды женат и имел 10 детей от третьей жены.

## Избранные публикации
- 1670: Tirocinium accentuationis, ad lectionem Blblicam practice accomodatum
- 1681: Astronomische Beobachtung des Grossen Cometen
- 1683: Der ärgste Seelengifft des trostlosen Pabstthums entdeckt